# Heikki Kekoni
Kaarle Heikki Kekoni, född 28 mars 1893 i Heinola, död 30 mars 1953 i Helsingfors, var en finländsk militär under finska inbördeskriget, vinterkriget och fortsättningskriget.
Kekoni var son till kyrkoherden Frans Oskar Kekoni och Adelina Wilhelmina Forssell. Han tog studenten från Björneborgs finska samskola 1912, bedrev studier i fysik och matematik vid Helsingfors universitet 1912–1914 och studerade vid krigshögskolan i Frankrike 1919–1920. Han studerade 1915–1916 vid Lockstedter Lager i Tyskland, tjänstgjorde vid regementets 2. kompani och senare vid 27. jägarbataljonens 2. kompani. Våren 1916 kommenderades han till Umeå för att tjänstgöra som befäl vid en förrådsstation och stannade där tills finska inbördeskriget utbröt. Den 18 februari 1918 ankom han till Torneå och blev kurirofficer vid 1. jägarregementets 2. jägarbataljon. Kekoni utsågs till adjutant hos överbefälhavare Gustaf Mannerheim och deltog i slaget om Tammerfors i mars 1918.
Kekoni blev i juni 1918 adjutant hos befälhavaren vid generalstaben, byråchef vid överbefälhavarens stab, adjutant hos riksföreståndaren i december samma år och äldre adjutant hos riksföreståndaren i april 1919. Vidare blev han byråchef vid generalstaben i oktober 1919, chef för dess centralavdelning i juni 1921, befälhavare för 3. maskingevärskompaniet vid Nylands regemente i maj 1922, kommendant för 1. bataljonen i december 1923 och utsågs till befäl vid Helsingfors skyddskår. I mars 1926 återkallades han till generalstaben och blev äldre adjutant hos presidenten. I februari 1937 lämnade han sin tjänst och blev biträdande chef vid Strengbergs tobaksfabrik. Sedan 1938 var han dess verkställande direktör.
Han återkom i tjänst under vinterkriget och blev chef för generalstabens avdelning för utländska volontärer. Han utförde även särskilda uppdrag för generalstaben och var under fortsättningskriget chef för Statens informationsverk.

## Befordringar
- Kapten – 18 april 1918
- Major – 1921
- Överstelöjtnant – 1926
- Överste – 1929
- Generalmajor – 1937